# Agostinho Marques Perdigão Malheiro
Agostinho Marques Perdigão Malheiro (Viana do Castelo, 29 de agosto de 1788 — Rio de Janeiro, 19 de agosto de 1860) foi um jurista brasileiro, ministro do Supremo Tribunal de Justiça do Império do Brasil.

## Biografia
Filho do Capitão Agostinho Marques Perdigão Malheiro e de dona Ana Joaquina Rosa Malheiro, formou-se em leis na Universidade de Coimbra em 1812. Logo assumiu o cargo de juiz de fora de Santos, passando posteriormente para o mesmo cargo em Mariana (Minas Gerais). Posteriormente atuou como ouvidor interino de Ouro Preto, juiz de fora de Campanha (Minas Gerais), desembargador do Rio de Janeiro, e membro do Supremo Tribunal Justiça.
Com o falecimento do então ministro do Supremo Tribunal de Justiça, Manoel Caetano d'Almeida e Albuquerque, em 1846, Agostinho Marques Perdigão Malheiros assumiu a função de ministro através do decreto de 3 de maio de 1846, tomando posse no dia 19 do mesmo mês.
Foi ainda fidalgo cavaleiro da casa imperial, do conselho do Imperador, comendador da ordem de Cristo e sócio do Instituto Histórico Geográfico. 
Casado com D. Urbana Felisbina Candida dos Reis, teve um filho homônimo, Agostinho Marques Perdigão Malheiro (1824-1881), que foi um notável jurisconsulto, escritor e historiador brasileiro.

## Obras
- Vários trabalhos sobre jurisprudência, história e filologia (não publicado)
- Glossário das palavras antiquadas e obsoletas da língua portuguesa, indispensável para bem se entenderem os clássicos e obras antigas.
- Indice chronologico dos factos mais notaveis da Historia do Brasil desde seu descobrimento em 1500 até 1849.